# Soroban

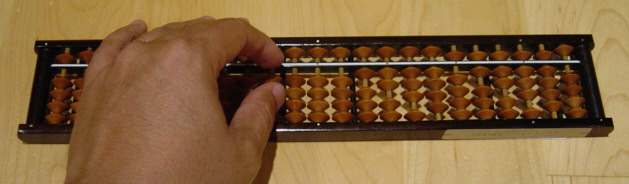
Moderní soroban

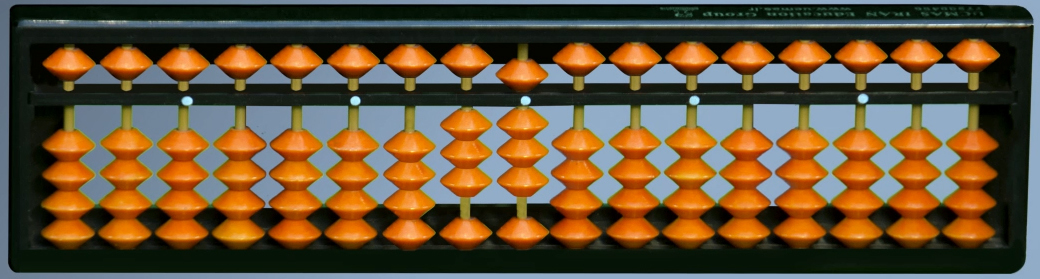
Další varianta sorobanu

Soroban (japonsky 算盤, そろばん, v českém překladu „počítací podnos“) je počítadlo, jež pochází z Japonska. Je odvozeno od staročínského počítadla suan-pchan, které bylo do Japonska dovezeno ve 14. století. Stejně jako suan-pchan se i soroban používá dodnes, přestože se mezi lidmi rozšířily praktické a cenově dostupné kapesní kalkulačky.

## Historie
Většina historiků zabývajících se sorobanem se shoduje, že jeho kořeny tkví v dovozu staročínského suan-pchanu do Japonska přes Korejský poloostrov kolem 14. století. Nejstarší známý soroban pochází z roku 1591, kdy jej samuraj Šigekacu Šibei získal darem od státníka Hidejoši Tojotomiho. Jednotlivé korálky a rám byly ručně vyrobeny ze dřeva slivoní a na zdobení bylo použito také stříbro. Japonští obchodníci používali soroban již od jeho zavedení, hojně se však začal používat až v 17. století. Zpopularizoval jej tehdy Móri Šigejoši, který v roce 1622 vydal první japonský text o sorobanu zvaný Warisanšo (割算書), a Micujoši Jošida (吉田光由), jenž o pět let později vydal knihu o aritmetice Džingóki (塵劫記). V ní detailně popsal používání sorobanu k různým praktickým účelům v každodenním životě Japonců a dílo také pomohlo lidem všech společenských vrstev se naučit počítadlo používat.
V průběhu období Edo (1603–1867) se sorobanem detailně zabývalo několik matematiků. Byli jimi například Takakazu Seki, Katahiro Takebe a Kataakiro Takebe, kteří společně sepsali dílo Taisei sankei (大成算経), jež obsahovalo nejen jejich poznatky ohledně počítadla, ale i většinu matematických znalostí té doby. Počítadlo se běžně skládalo ze sedmi korálků, a to ze dvou „nebeských“ horních a pěti „zemských“ spodních. Od té doby se počet korálku v konstrukci sorobanu snižoval. Kolem roku 1850 byl odstraněn jeden horní korálek a v tomto stavu počítadlo vydrželo až do poloviny období Meidži, kdy japonský matematik Irie Garjú odstranil v roce 1891 jeden spodní korálek. Počet korálku se již neměnil a v konstrukci tak zůstali jeden horní a čtyři spodní.
S počítadlem se v japonských školách vyučuje již více než 500 let a je hluboce zakořeněno v základech učení jako forma umění. V období Meidži (1868–1912), a také po druhé světové válce, se vlivem západní kultury začal japonský vzdělávací systém měnit; než o pochopení principů se začalo usilovat spíše o rychlost a odevzdávání výsledků. Počítadla soroban od té doby byla nahrazena kalkulačkami a na základních školách se již nevyžaduje, aby se jej žáci učili používat. Rostoucí obliba kalkulaček v kontextu japonské modernizace vyhnala výuku sorobanu ze státních škol do soukromých poškolních učeben. Dnes se z počítadla stala hra, v jejímž rámci lze složit zkoušku Japonské obchodní a průmyslové komory a získat certifikát a licenci.